# Gambling (film 1934)
Gambling è un film del 1934 diretto da Rowland V. Lee e interpretato da George M. Cohan. La sceneggiatura di Garrett Graham si basava sull'omonimo lavoro teatrale dello stesso Cohan che era stato presentato in prima, prodotto sempre da Cohan, a Broadway il 26 agosto 1929. Prodotto e distribuito dalla Fox Film Corporation, il film aveva come altri interpreti Wynne Gibson, Dorothy Burgess, Theodore Newton, Harold Healy, Walter Gilbert, Cora Witherspoon.

## Trama
Al Draper, proprietario di una sala da gioco di Park Avenue, si reca al porto per incontrare Gene, sua figlia adottiva, che sta tornando dopo avere finiti gli studi in Europa. Ma la ragazza non si presente; Al riceve invece una sua lettera dove Gene gli spiega che sulla nave ha incontrato l'uomo della sua vita e che è scappata con lui. Sapendo che Ray Braddock, l'uomo in questione, è un famigerato playboy, Draper chiede aiuto all'ispettore Freelock, un poliziotto che da anni cerca di incastrarlo senza riuscirci ma che, tuttavia, lo stima. Gli chiede di condurre un'indagine su Braddock e sulle due donne, Dorothy Kane e Maizie Fuller, che erano presenti alla banchina per incontrarlo. Poi invita le due a casa sua. Resta sorpreso quando Dorothy si presenta proprio con Braddock il quale gli dice che lui, prima di andare in Europa, si era impegnato con Dorothy e che, per correttezza, aveva deciso insieme a Gene di non sposarla se non dopo avere rotto con Dorothy. In quel mentre, arriva l'ispettore, annunciando che Gene è stata trovata morta nella sua stanza d'albergo. Per il suo omicidio, viene arrestato Braddock che, però, in tribunale viene assolto.
Al, tuttavia, è determinato a scoprire l'assassino e scommette che le chiavi per risolvere il mistero siano Dorothy e Maizie. Inizia così una relazione con quest'ultima, una ragazza alla ricerca di un pollo da spennare, e, al tempo stesso, corteggia Dorothy. Una sera, invita Braddock, per testare anche lui. Scoprirà poi l'uomo nell'appartamento di Dorothy. Quando Braddock se ne va, Dorothy, piangente, commuove Al che finisce per chiederle di sposarlo. La donna, tristemente, confessa di essere già sposata. Al, cercando il certificato di matrimonio, scopre che il marito è proprio Braddock e che il matrimonio è stato celebrato prima della sua partenza per l'Europa. Con questa prova, Al si presenta a Freelock che organizza nella sala da gioco di Draper un'irruzione dove potrà arrestare Dorothy e Maizie. Al, quindi, va da Braddock, dicendogli di sospettare che Dorothy abbia ucciso Gene in preda alla gelosia. Braddock, sopraffatto dai sensi di colpa, ammette di avere ucciso lui, incidentalmente, la ragazza, quando lei voleva lasciarlo dopo avere scoperto che era già sposato. Dopo essersi assicurato che Braddock si consegnerà alla polizia, Al torna dalle due ragazze. Braddock finirà ucciso in una sparatoria e Dorothy, libera, parte per un viaggio insieme ad Al.

## Produzione
Il film fu prodotto dalla Fox Film Corporation. Le riprese durarono dal 27 agosto al 26 settembre 1934 negli Eastern Service Studios, Inc. di Astoria, a Long Island.

## Distribuzione
Distribuito dalla Fox Film Corporation, il film uscì - presentato da William Fox - nelle sale cinematografiche degli Stati Uniti il 3 novembre 1934.